# Oyo (delstat)
Oyo är en delstat i sydvästra Nigeria, gränsande till Benin i väster. Den bildades 1976 och inkluderade fram till 1991 Osun. Förutom huvudstaden Ibadan ligger de viktiga städerna Oyo och Ogbomosho i delstaten.